# Ментріда
Ментріда (ісп. Méntrida) — муніципалітет в Іспанії, у складі автономної спільноти Кастилія-Ла-Манча, у провінції Толедо. Населення — 4780 осіб (2010).
Муніципалітет розташований на відстані близько 46 км на південний захід від Мадрида, 44 км на північ від Толедо.
На території муніципалітету розташовані такі населені пункти: (дані про населення за 2010 рік)
- Ментріда: 2702 особи
- Аламеда-де-Ментріда: 69 осіб
- Ель-Авіон: 132 особи
- Капельянія: 49 осіб
- Каміно-дель-Серро: 26 осіб
- Дееса-дель-Каньйо: 157 осіб
- Енсінасола-Паланкільяс: 22 особи
- Морера-Валькарільйо: 44 особи
- Вальдекорралес: 38 осіб
- Серро-дель-Каньйо: 378 осіб
- Ель-Мірадор: 139 осіб
- Вальдекастаньйос: 29 осіб
- Альтос-де-Ментріда: 551 особа
- Сан-Ніколас: 444 особи

## Демографія
Динаміка населення (INE ):

## Галерея зображень

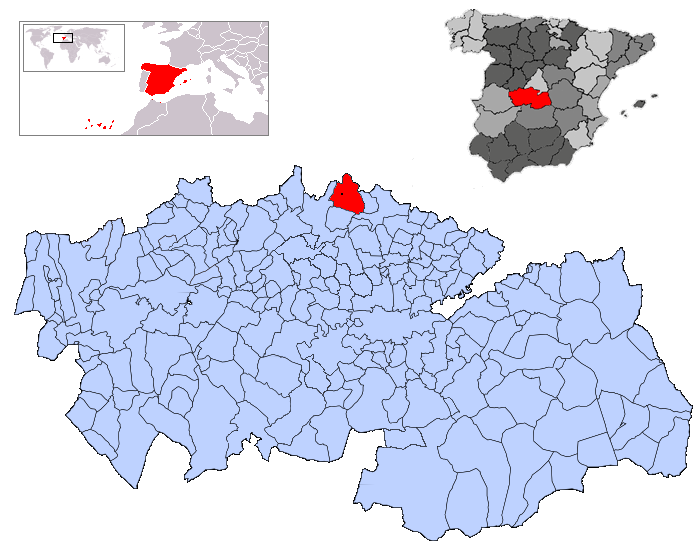
Розташування муніципалітету у провінції Толедо